# Long Grove (Illinois)
Long Grove es una villa ubicada en el condado de Lake en el estado estadounidense de Illinois. En el Censo de 2010 tenía una población de 8043 habitantes y una densidad poblacional de 244,31 personas por km².

## Geografía
Long Grove se encuentra ubicada en las coordenadas 42°11′42″N 88°0′37″O / 42.19500, -88.01028. Según la Oficina del Censo de los Estados Unidos, Long Grove tiene una superficie total de 32.92 km², de la cual 32.31 km² corresponden a tierra firme y (1.85%) 0.61 km² es agua.

## Demografía
Según el censo de 2010, había 8043 personas residiendo en Long Grove. La densidad de población era de 244,31 hab./km². De los 8043 habitantes, Long Grove estaba compuesto por el 83.92% blancos, el 1.23% eran afroamericanos, el 0.01% eran amerindios, el 11.95% eran asiáticos, el 0% eran isleños del Pacífico, el 1.09% eran de otras razas y el 1.79% pertenecían a dos o más razas. Del total de la población el 3.21% eran hispanos o latinos de cualquier raza.